# Ekeremors
Els ekeremors (operemors, operemos) són els membres d'un clan ijaw que viu a la LGA d'Ekeremor, de l'estat de Bayelsa i a la LGA de Burutu, de l'estat del Delta, al sud de Nigèria. Entre les poblacions ekeremors més destacades hi ha: Ekeremor, Ojobo, Amabilo i Ndoro. Els Ekeremors tenen relacions històrics i de parentiu amb els oporomes, els olodiames orientals i els ogbes. Entre els ekeremors és estès el culte del déu Egbesu.

## Història
Els ancestres dels ekeremors o operemos van migrar d'Oporoma entre els segles xiv i xv quan aquesta ciutat encara era important. Aquests van marxar a causa d'un conflicte amb la facció dels angiames de la ciutat. Quan van marxar d'allà, primer es van assentar en un llco anomenat Oru-Ekereama o Oru-Ekeremo. El llinatge principal es va assentar a Amabolu, que portaven una capella del déu Egbesu (actualment anomenat ekeremo Egbesu). Des d'Oru-Ekeremo, els ekeremors van fundar les ciutats de Ndoro i d'Ojobo. Al segle xv van fundar la ciutat d'Operemo.